# Loveletter/4月之雨
《Loveletter／4月之雨》，是日本女性歌手aiko的第30張單曲。2013年7月17日由PONY CANYON發行。

## 簡介
是aiko在2013年的第一張單曲作品，與前作《一直》相隔約1年8個月。
本作發行日期7月17日也是aiko首次推出作品《明天》的15週年。。
單曲在Oricon公信榜週榜以及Billboard JAPAN HOT 100上雙雙取得第二名的成績。

## 收錄曲目
- 全作詞/作曲：AIKO 編曲：島田昌典

◼︎初回限定式樣盤、通常式樣盤
1. Loveletter
2. 4月之雨
（「Seed（日语：シード (レンズメーカー)）水分補充」電視廣告歌曲）[3]。
2013年4月17日起於iTunes等處先行配信[4]，也是aiko首次先行配信的歌曲。
3. 那樣的話語
4. 如影随形
5. Loveletter（instrumental）
6. 4月之雨（instrumental）

◼︎生產限定盤
1. 4月之雨
2. Loveletter
3. 那樣的話語
4. 如影随形
5. 4月之雨（instrumental）
6. Loveletter（instrumental）

## 外部連結
- ［Power Push］aiko「Loveletter/4月の雨」インタビュー （页面存档备份，存于） - Natalie （日語）
- PONY CANYON上的介紹 （日語）